# Fabio Bazzani
Fabio Bazzani (* 20. Oktober 1976 in Bologna) ist ein italienischer ehemaliger Fußballspieler.

## Karriere

### Verein
Fabio Bazzani begann seine Karriere im Jahr 1994 bei Iperzola, bei denen er in der Eccellenza seine ersten Pflichtspiele absolvierte und mit 14 Saisontoren einen Anteil zum Aufstieg des Vereins in die fünftklassige Serie D beitrug. Nachdem der Stürmer mit seinen 16 Treffern der Mannschaft zum Klassenerhalt verhalf, wurde er im Sommer 1996 vom Viertligisten AC San Donà unter Vertrag genommen. Auch dort zählte er zum Stammkader und ein Jahr später folgte sein Transfer zum damaligen Serie-B-Verein SSC Venedig. Der Stürmer konnte sich in Venedig nie durchsetzen und verließ den Verein zum Saisonende, nachdem er nur zwei Ligapartien absolviert hatte. Bazzani schloss sich der AS Varese 1910 an. Er brachte es zwar auf 29 Einsätze bei den Lombarden, jedoch gelangen ihm nur drei Treffer und der Angreifer wurde im Sommer 1999 vom damaligen Ligakonkurrenten AC Arezzo verpflichtet. Dort schaffte er es eine konstante Spielzeit hinzulegen und mit 20 Toren zum besten Torjäger der Mannschaft zu werden.
Als Fünftplatzierter mit zehn Punkten Rückstand auf die Zweitplatzierte AC Ancona blieb dem Team dennoch der Aufstieg in die Serie B verwehrt. Daraufhin kehrte er zum SSC Venedig zurück. Bazzani gelang es erneut nicht die erwarteten Leistungen zu erbringen und blieb mit nur drei Saisontoren weit hinter den Möglichkeiten zurück. Die Mannschaft stieg dennoch als Viertplatzierter der Saison 2000/01 in die Serie A auf und stieg in der folgenden Spielzeit als Tabellenletzter direkt wieder in die zweithöchste Liga ab. Fast die komplette Saison verbrachte der Stürmer als Leihgabe bei der AC Perugia, mit denen er auch dank seiner zehn Toren den achten Rang belegte. Nach Beendigung der Leihfrist kehrt Bazzani nicht nach Venedig zurück, er wurde im Sommer 2002 von Sampdoria Genua verpflichtet. Mit dem genuesischen Verein schaffte er als Zweiter der Saison 2002/03 die Rückkehr in die höchste Spielklasse.
Dabei konnte er 15 Treffer beisteuern und in der folgenden Saison erzielte er in der Serie A 13 Treffer für die Blucerchiati. Er startete mit 14 Partien und zwei Treffern für Sampdoria in die Saison 2004/05 und wechselte im Januar 2005 auf Leihbasis zu Lazio Rom. Bazzani erreichte mit Lazio den 10. Rang, blieb dabei jedoch nur zwei Zähler über einen Abstiegsplatz. Nach seiner Rückkehr im Sommer 2005 zu Sampdoria Genua fiel er aufgrund seiner mäßigen Torquote auf, als er bis zu seiner Unterschrift im Sommer 2007 bei Brescia Calcio in 27 Partien lediglich zwei Torerfolge für Sampdoria verbuchen konnte. Auch bei der folgenden Station bei Zweitligist Brescia Calcio gelang es ihm nicht mehr an seine früheren Erfolge anzuknüpfen. Im Sommer 2008 vollzog er einen erneuten Vereinswechsel und unterschrieb beim abruzzesischen Verein Pescara Calcio. Nach abermals nicht überzeugenden Leistungen gaben ihn diese ein Jahr später an den damaligen Ligakonkurrenten SPAL Ferrara ab. Auch dort hielt es ihn nur eine Saison und im Anschluss unterschrieb er einen Kontrakt bei Mezzolara Calcio in der Serie D.

### Nationalmannschaft
Bazzani wurde im Jahr 2003 vom damaligen Trainer Giovanni Trapattoni erstmals in den Kader der italienischen Fußballnationalmannschaft berufen, für die er am 12. November 2003 in der Partie gegen Polen debütierte. Weiters wurde er vier Tage später in der Partie gegen Rumänien und am 18. August 2004 in Island eingesetzt. Der Angreifer konnte in den drei Partien keinen Torerfolg verbuchen und wurde danach nicht mehr aufgeboten.